# Кизил-Єлга
Кизи́л-Єлга́ (рос. Кызыл-Елга, башк. Ҡыҙылйылға) — присілок у складі Буздяцького району Башкортостану, Росія. Входить до складу Арслановської сільської ради.
Населення — 27 осіб (2010; 35 у 2002).
Національний склад:
- башкири — 89 %